# Aspic

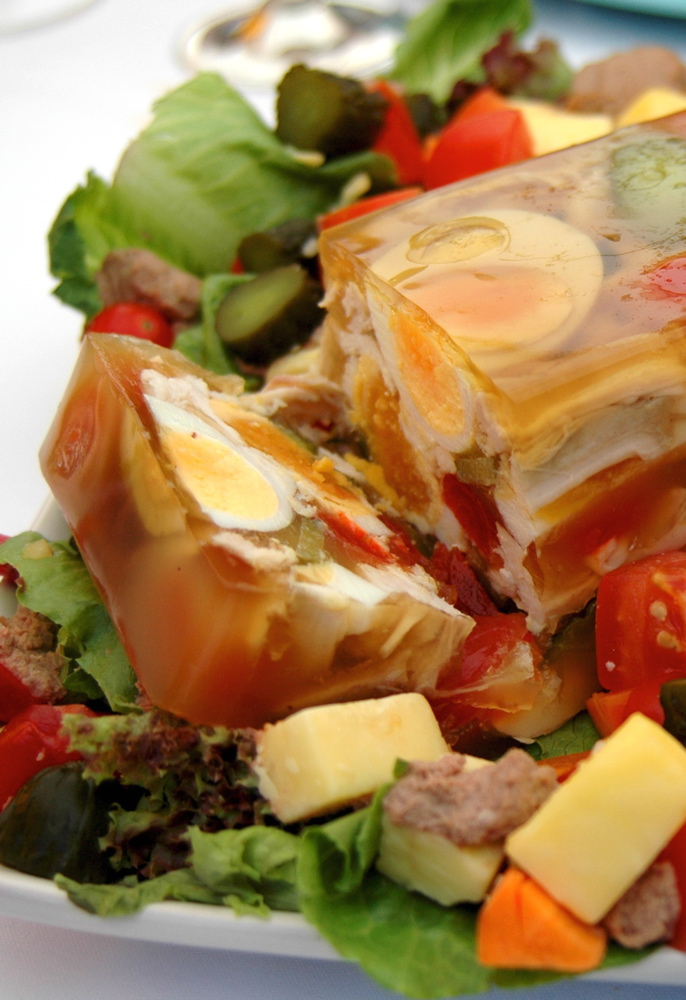
Um aspico de frango, ovos e legumes.

Aspic é um líquido utilizado na culinária na preparação de mousses e patês. É também utilizado em forma de gelatina ao consomê, que pode ser cortado em formas decorativas para guarnição.